# Steve Albini
Steve Albini (22. červenec 1962 – 7. května 2024) byl americký zpěvák, kytarista, producent a novinář. Byl členem kapely Big Black a Rapeman, poté hrál s kapelou Shellac. Albini spolupracoval s mnohými hudebními skupinami na jejich albech – např. Pixies či Nirvana, mimo jiné i s českou skupinou A Banquet.